# Dietmar Feichtinger
 (juin 2014).
Si vous disposez d'ouvrages ou d'articles de référence ou si vous connaissez des sites web de qualité traitant du thème abordé ici, merci de compléter l'article en donnant les références utiles à sa vérifiabilité et en les liant à la section « Notes et références ».
Dietmar Feichtinger (né le 18 novembre 1961 à Bruck an der Mur, Autriche) est un architecte autrichien basé à Paris.

## Parcours
Après avoir obtenu son diplôme en 1988 à l'université technique de Graz avec honneurs, il s'installe en 1989 à Paris où il fonde en 1994 l'agence Dietmar Feichtinger Architectes. Il dirige aujourd’hui une agence de 35 personnes.
L'agence travaille sur une grande variété de sujets, écoles, piscines, bureaux, logements et connu au niveau international pour ses ouvrages d'art.
En 1998 il remporte le concours de la Passerelle Simone-de-Beauvoir sur la Seine, en face de la Bibliothèque nationale de France, Site Mitterrand, qui sera inaugurée par Bertrand Delanoë le 13 juillet 2006. Cette passerelle d'une longueur totale de 304 mètres et d'une portée libre de 190 mètres sera le premier des 37 ponts parisiens à porter le nom d'une personnalité féminine.
En 2002 Dietmar Feichtinger remporte le concours pour le nouvel ouvrage d'accès au Mont Saint-Michel, site classé par l'Unesco, d'une longueur totale de 1841 mètres. Ce pont-passerelle est ouverte aux piétons depuis juillet 2014 et aux navettes depuis décembre 2014.
L’œuvre de Dietmar Feichtinger est intimement liée à une idée structurelle forte et à des solutions techniques innovantes. Cette architecture élégante et sensible, allant au-delà des modes et des maniérismes, a été reconnue à travers l'attribution de nombreux prix et distinctions. En 2014, Dietmar Feichtinger est élu membre permanent de l'Académie des arts de Berlin.
Il est l'auteur des passerelles légères et élancées à travers de l'Europe comme la Passerelle des Trois Pays sur le Rhin (plus grande portée mondiale pour une passerelle piétonne en arc, 238 m) et de la Passerelle de la Paix à Lyon, reliant Caluire-et-Cuire à la Cité internationale de Lyon, ouverte au public en mars 2014. Plus récemment il a livré la Promenade maritime "L'Aldilonda" contournant la citadelle de Bastia en Corse.
Actuellement, l'agence réalise des gares sur la Ligne 18 et la Ligne 17 du Grand Paris, la transformation du centre d’échanges de Lyon Perrache.
En Septembre 2022 il remporte le concours du Pont Anne-de-Bretagne à Nantes.

## Distinctions
2022
- Prix Mies van der Rohe 22, Nomination, Groupe scolaire et collège, Gloggnitz, Autriche

2021
- Prix Versailles 2021, Institut de Neurosciences, Saclay France
- Prix Autrichien de la Maîtrise d‘ouvrage 2021, Groupe scolaire, Gloggnitz, Autriche
- Prix de la Construction en Bois 2021 Basse-Autriche, mention spéciale, Gloggnitz

2020
- Prix Construction Acier, Nomination, Extension et couverture, Gare d’Ostende, Belgique

2019
- Prix de la conception lumière extérieure et paysager 2019, pour la Tour Eiffel avec l'Agence ON Eclairagiste
- Prix Régional de la Construction Bois 'Aménagement' Passerelle du pôle d’échanges multimodal, Laval

2017
- Prix Allemand de l‘Ingénierie, Passerelle de la Paix, Lyon

2016
- Prix départementale de la Sarthe, Pôle d'excellence éducative Albert Camus, Coulaines

2015 
- Mies van der Rohe Award, nomination de la passerelle du Mont-Saint-Michel
- Équerre d'Argent, lauréat de la catégorie Ouvrages d'Art avec la passerelle du Mont Saint-Michel
- Trophées Eiffel d'architecture acier, lauréat dans la catégorie Franchir avec la passerelle du Mont Saint-Michel
- Prix national de la construction bois, lauréat avec la passerelle du Mont Saint-Michel

2014
- Élu membre permanent de l'Académie des arts de Berlin, Allemagne.

2012
- Équerre d’Argent, Mention, Groupe scolaire Lucie Aubrac, Nanterre.

2011
- Mies-van-der-Rohe Award, nommé avec deux projets de l‘agence : Centre de gestion voestalpine à Linz et Hôpital départemental à Klagenfurt.
- Prix de la Maîtrise d‘ouvrage autrichienne pour l'Hôpital départemental, Klagenfurt.
- Ernst Plischke Preis, nommé avec le Groupe Scolaire de Taufkirchen.
- EU Green Building Certification, Hôpital départemental, Klagenfurt.
- Footbridge Award, Catégorie Technique, passerelle Valmy à La Défense[3].

2010
- Best Office Award, Catégorie Internationale, Centre de gestion Voestalpine Linz.
- Prix des Plus beaux ouvrages de construction métallique, Mention pour la Passerelle Braque, Miro et Chagall in Strasbourg.
- Prix DETAIL, nomination, Cooperate Identity, Centre de gestion Voestalpine Linz.

2009
- Prix de la Maîtrise d‘ouvrage autrichienne, Groupe Scolaire de Taufkirchen.
- Prix de la construction en bois de Haute Autriche, Groupe Scolaire de Taufkirchen.
- Prix DETAIL, Innovation en Acier, Passerelle Simone-de-Beauvoir.

2008
- Prix allemand des Ponts et passerelle pour la Passerelle des Trois Pays.
- Footbridge Award 2008, Catégorie Esthétique Passerelle Simone-de-Beauvoir.
- Footbridge Award 2008, Catégorie Technique Passerelle des Trois Pays.
- ECCS Steel Award, Certificate of Excellence Passerelle des Trois Pays.

2007
- Prix Mies van der Rohe 2007, nommé avec 3 projets de l'agence.
- Prix de l'Union européenne pour l'architecture contemporaine. Nomination par la France pour la Passerelle des Trois Pays, par l'Autriche pour le Centre culturel de Weiz et par la Slovénie pour l'université de Krems.
- Prix européen de la construction métallique et ZT Award pour la Passerelle des Trois Pays.
- Prix de la Maîtrise d'ouvrage 2007 pour l'université de Krems.
- Prix Renault Future Trafic Award 2007 pour Passerelle des Trois Pays.

2006
- Équerre d'argent, Mention spéciale pour Passerelle Simone-de-Beauvoir.
- Prix de l'architecture du Land de Styrie, Prix Geramb-Rose et ZT Award pour le Centre culturel de Weiz.
- Prix de l'architecture du Land de Basse-Autriche, Prix « Österreichischer BauPreis 2005 » pour le campus de Krems.
- Prix du bâtiment de l'année 2006 pour le Pont de Shanghai à Hambourg.

2005
- Équerre d'argent 2005, nomination pour le Bâtiment A1, Gennevilliers, France.

1998
- Prix de l’architecture de l’Académie des arts de Berlin, Allemagne.

## Projets réalisés

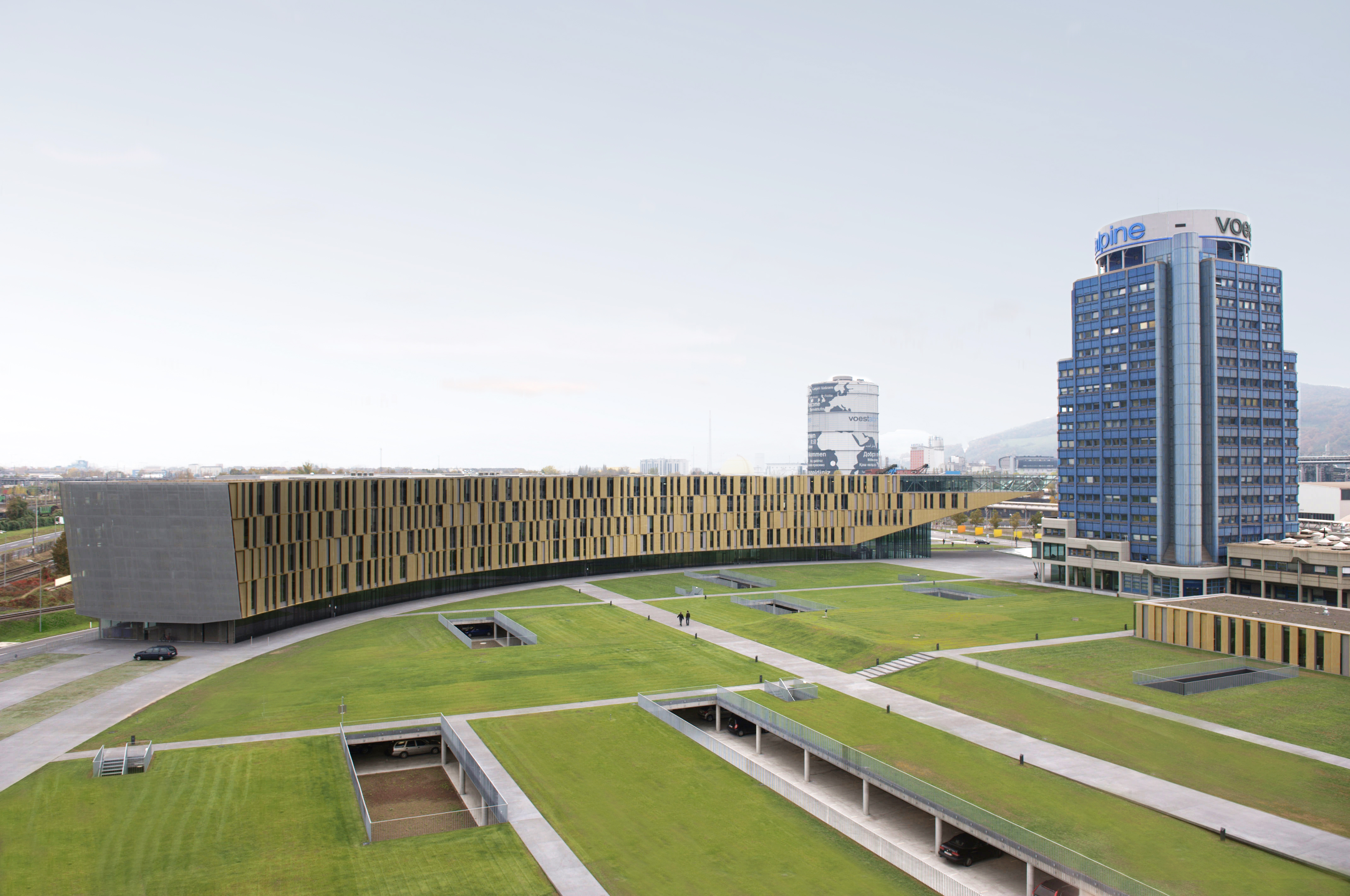
Le centre de gestion et finance Voestalpine à Linz, Autriche, sélectionnée pour le Prix Mies van der Rohe en 2011.

- Aménagements de la gare d'Ostende, Belgique (2019)
- Sécurisation de la Tour Eiffel, Paris, France (2018)
- Siège social de la Caisse d’Allocations Familiales du Bas-Rhin, Strasbourg, France (2017)
- Siège social Veolia Environnement, Paris, France (2016)
- Siège social Lille Métropole Habitat, Tourcoing, France (2015)
- Stade Jules Ladoumègue, Paris, France (2014)
- Restructuration et extension de la Piscine de la Kibitzenau, Strasbourg, France (2014)
- Centre aquatique, Saint-Gervais-les-Bains, France (2014)
- Passerelle de la Paix, Lyon, France (2014)
- Faculté des Lettres et Sciences Humaines, Aix-en-Provence, France (2013)
- Pôle d'excellence éducative Albert Camus, Coulaines, France (2013)
- Centre sportif Hector Berlioz, Vincennes, France (2013)
- Groupe scolaire Lucie Aubrac, Nanterre, France (2012)
- Cœur de Ville, Centre Commercial, crèche et multiplex, Montreuil, France (2012)
- 77 Logements Eurogate, Énergie Zéro, Vienne, Autriche (2012)
- 70 Logements et École maternelle Lehen, Salzbourg, Autriche (2012)
- 93 Logements et surfaces commerciales, ZAC Claude Bernard, Paris, France (2011)
- Hôpital départemental, Klagenfurt, Autriche (2009)
- Groupe scolaire Bilger-Breustedt, Taufkirchen/Pram, Autriche (2009)
- Centre de gestion et de vente Voestalpine, Linz, Autriche (2009)
- Campus universitaire, Krems, Autriche (2005)
- Centre culturel, Weiz, Autriche (2005)
- Centre de logistique et travaux, Gennevilliers, France (2005)

### Pont et Passerelles

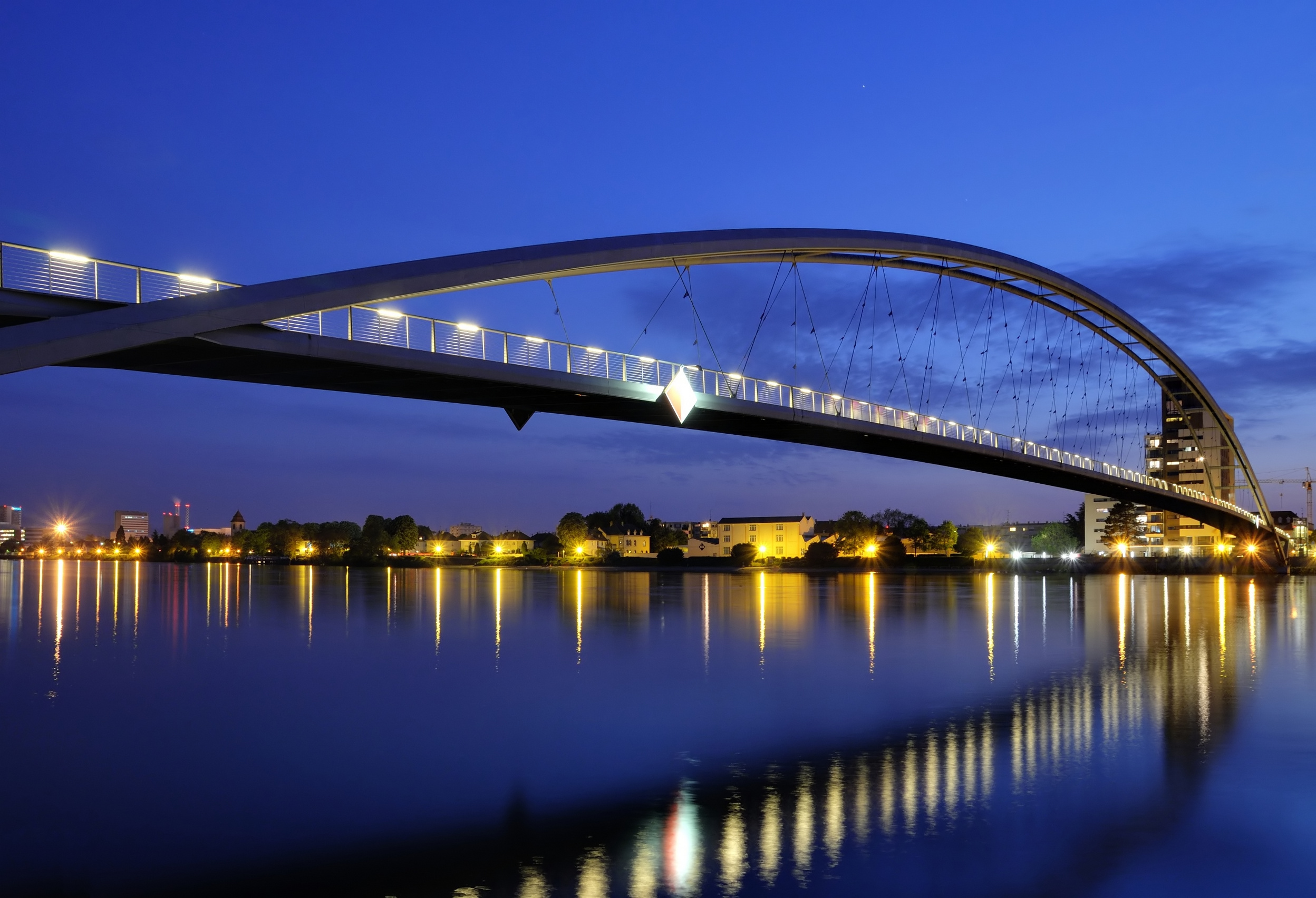
La Passerelle des Trois Pays est une des passerelles suspendues en arc plus longues du monde.

- Passerelle de la gare TGV Saint Laud, Angers, France (2020)
- Passerelle de l’île de Tison, Poitiers, France (2018)
- Passerelle de Franchissement du Bassin de Commerce, Cherbourg, France (2016)
- Butterfly Bridge, Copenhague, Danemark (2015)
- La Jetée, pont-passerelle du Mont-Saint-Michel (2014)
- Passerelle de la Paix, Lyon-Caluire-et-Cuire (2014)
- Passerelle Oude Dokken, Gand, Belgique (2012)
- Passerelles mobile et fixes, Willebroek, Belgique (2012)
- Passerelle St. Annenfleet, Hambourg, Allemagne (2011)
- Passerelles Braque, Miró et Chagall, Strasbourg (2008)
- passerelle des Trois Pays, Huningue, Weil am Rhein (2007)
- Passerelle du Musée, Hambourg, Allemagne (2007)
- Passerelle Simone-de-Beauvoir, Paris (2006)
- Passerelle Valmy, La Défense (2006)
- Pont sur le Brooktorhafen, Hambourg (2004)